# Rheinmetall

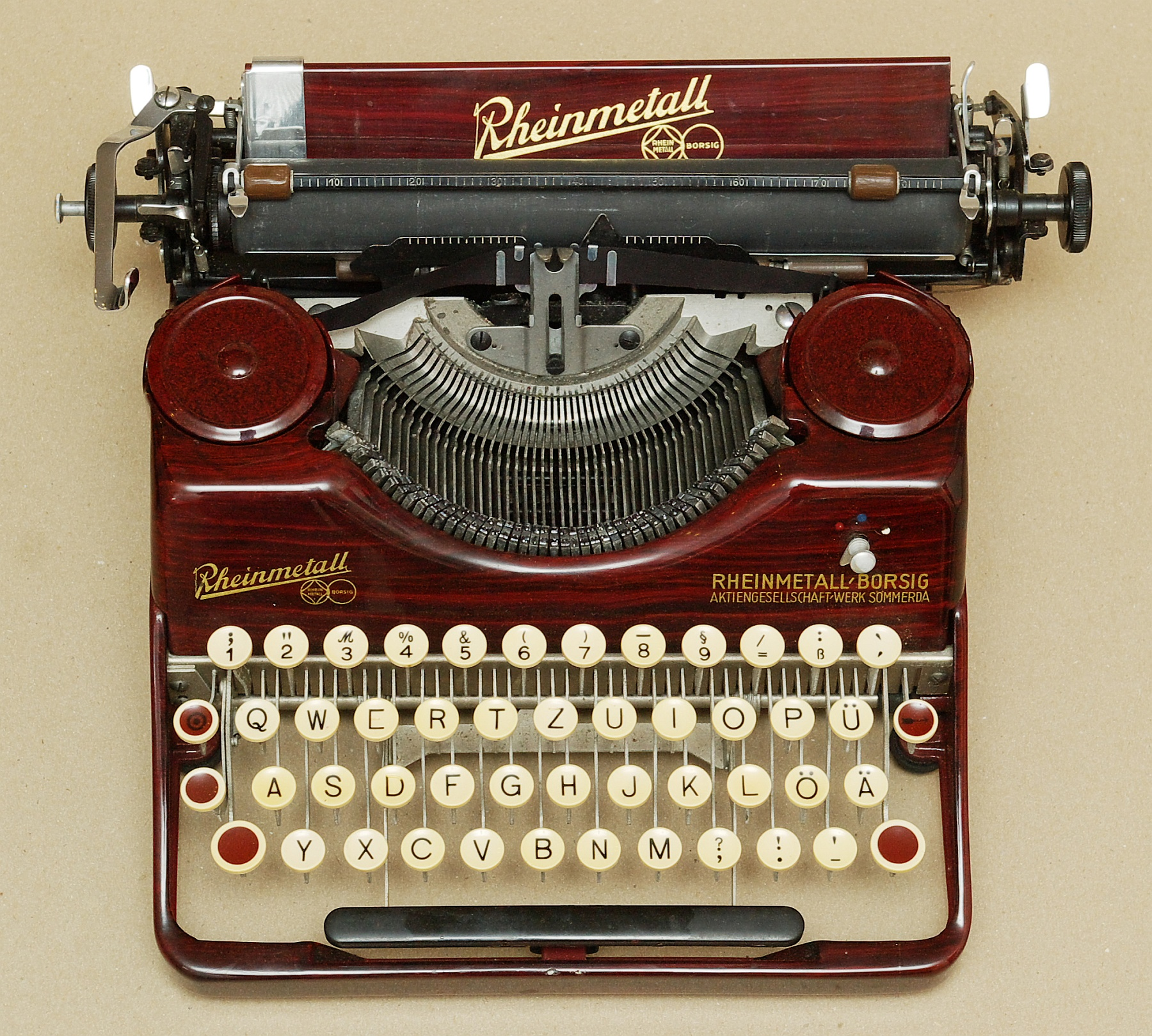
Maszyna do pisania firmy Rheinmetall ok. 1920

Rheinmetall AG – niemiecka spółka akcyjna założona przez inżyniera Heinricha Erhardta w 1889 z siedzibą w Düsseldorfie. Zajmuje się produkcją na potrzeby przemysłu obronnego i samochodowego w fabrykach w Düsseldorfie, Kassel i Unterlüß. Jest wiodącym międzynarodowym producentem systemów w przemyśle zbrojeniowym, a jednocześnie wprowadza innowacyjne technologie w sektorze cywilnym.
Założona 13 kwietnia 1889 roku jako Rheinische Metallwaaren- und Maschinenfabrik Actiengesellschaft, następnie znacznie rozwinięta przez Heinricha Erhardta, rozpoczęła produkcję sprzętu artyleryjskiego jego konstrukcji. Firma pod koniec I wojny światowej zatrudniała 48 tys. pracowników, w tym 9 tys. kobiet. Po wojnie z powodu zakazu produkcji sprzętu wojskowego dostarczała cywilny sprzęt ciężki oraz maszyny biurowe.
W 1933 r. połączyła się ze znaną firmą Borsigwerke, tworząc Rheinmetall-Borsig AG. Od połowy lat 30. XX w. firma ponownie rozpoczęła produkcję broni i amunicji.
W czasie II wojny światowej Rheinmetall produkował m.in. uniwersalne karabiny maszynowe MG 42 dla Wehrmachtu. Jego następca, karabin MG 3, jest do dziś używany przez Bundeswehrę.
W latach 1940–1941 spółka wyprodukowała dla armii III Rzeszy 6 egzemplarzy ciężkich samobieżnych moździerzy oblężniczych 60-cm Karl Gerät 040. Z powodu alianckich nalotów na siedziby firmy w Düsseldorfie i Berlinie zakłady rozdrobniono, część z nich przeniesiono na teren środkowych i wschodnich Niemiec, między innymi do Gubina i Wrocławia.  Pod koniec II wojny światowej miała 12 głównych zakładów i zatrudniała 85 tys. pracowników (w tym wielu wywiezionych na roboty przymusowe i więźniów, firmę obsługiwał m.in. stworzony na jej potrzeby obóz pracy przymusowej na Psim Polu). Produkowała również amunicję do wszystkich dział artyleryjskich.
Po II wojnie, na terenie NRD dawną fabrykę Rheinmetall w Sömmerdzie przekształcono w 1952 roku w VEB Mechanik Büromaschinenwerk Rheinmetall Sömmerda i produkowano tam maszyny do pisania i liczenia, silniki do motorowerów oraz kamery filmowe.
Na terenie RFN fabryka Rheinmetall w Düsseldorfie produkowała po II wojnie maszyny do pisania, amortyzatory, windy, maszyny garbarskie oraz urządzenia transportowe i załadunkowe.
W 1956 firma podejmuje ponownie produkcję uzbrojenia, początkowo broń maszynową, a od 1964 także ciężkiego uzbrojenia.
W zakładach Rheinmetall zaprojektowano m.in. armatę gładkolufową Rheinmetall Rh-120 dla czołgu Leopard 2, która produkowana na licencji w USA jako M256, jest używana w amerykańskich czołgach M1 Abrams. Obecnie produkuje armatę Mk 20 Rh 202, armatę czołgową Rh-120, 155 mm haubicę FH-70. Zatrudnia 15 tys. pracowników, a jej obroty przewyższają 2,3 mld euro rocznie (w latach 2022 i 2023 - ponad 6 mld $).
Obecnie, po zjednoczeniu Niemiec i wielu przekształceniach własnościowych spółka działa jako Rheinmetall AG z siedzibą w Düsseldorfie – w dwóch sektorach: samochodowym i obronnym.